# Kristina Schulz

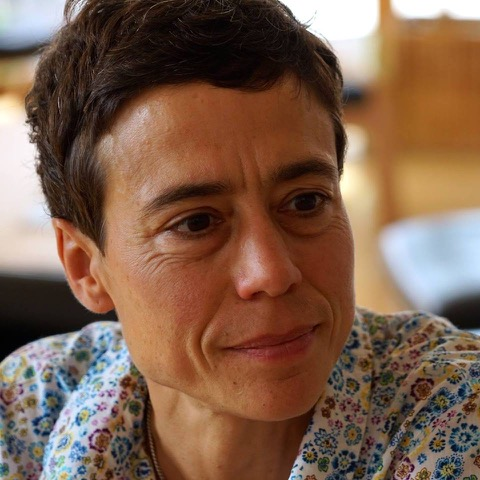
Kristina Schulz, vor 2019

Kristina Schulz (* 28. April 1971 in Bremen) ist eine deutsch-schweizerische Historikerin mit Schwerpunkt auf der westeuropäischen Geschichte des 19. und 20. Jahrhunderts. Sie ist Professeur ordinaire und Direktorin des Instituts für Geschichte an der Université de Neuchâtel.

## Leben
Kristina Schulz studierte Sozialwissenschaften und Geschichte in Strassburg, Freiburg, Bielefeld und an der École des Hautes Études en Sciences Sociales in Paris. Sie promovierte 2001 an den Universitäten Bielefeld und Paris VII, Denis-Diderot  mit einer Arbeit über die Entstehung und Geschichte der Frauenbewegung in Deutschland und Frankreich 1968 bis 1976. Nach wissenschaftlichen Stationen an den Universitäten Genf, Bern und Lausanne war sie von 2008 bis 2010 Stipendiatin des Schweizerischen Nationalfonds. 2010 habilitierte sie sich mit einer Schrift über literarische Flüchtlinge in der Schweiz 1933–1945. Sie hatte eine Dozentur für Migrationsgeschichte am Historischen Institut der Universität Bern sowie die Leitung des interdisziplinären Oral History Projekts Neue Frauenbewegung 2.0 inne. Seit Sommer 2018 ist sie Direktorin des Instituts für Geschichte und Professeur ordinaire an der Université de Neuchâtel.
Sie forscht, publiziert und lehrt über die Geschichte von Exil und Migration, von sozialen Bewegungen, besonders der Frauenbewegungen, von Geschlechterverhältnissen nach 1945, über Intellektuelle und den Zusammenhang von Literatur und Politik sowie über Dynamiken und Erfahrungen sozialer Ungleichheit in Geschichte und Gegenwart.

## Schriften (Auswahl)
Monografien
- mit Patrick Kury und André Holenstein: Schweizer Migrationsgeschichte. Von den Anfängen bis zur Gegenwart, Hier + Jetzt, Baden 2018, ISBN 978-3-03919-414-8.
- mit Sarah Kiani und Leena Schmitter: Frauenbewegung – Die Schweiz seit 1968. Analysen, Dokumente, Archive, Hier + Jetzt, Baden 2014, ISBN 978-3-03919-335-6.
- Die Schweiz und die literarischen Flüchtlinge 1933–1945, Akademie Verlag, Berlin 2012. ISBN 978-3-05-005826-9. (zugl. Habilitationsschrift)
- Der lange Atem der Provokation. Die Frauenbewegung in der Bundesrepublik und in Frankreich (1968- 1976), Campus, Frankfurt 2002, ISBN 	978-3-593-37110-8.

Herausgeberschaften
- mit Heike Klapdor und Wiebke von Bernsdorff: Grenzüberschreitungen. Migrantinnen und Migranten als Akteure, Text + Kritik, München 2019, ISBN 978-3-86916-722-0.
- The Women’s Liberation Movement. Impacts and Outcomes, Berghahn Books, New York/Oxford 2017, ISBN 978-1-78533-586-0
- mit Franz Schultheis, Société à responsabilité limitée. Enquête sur la crise du modèle allemand, Raison d’Agir, Paris 2015, ISBN 978-2-912107-76-3.
- Neue Frauenbewegung in der Schweiz. Forschungsansätze und Forschungsperspektiven, Schwerpunktheft der Schweizerischen Zeitschrift für Geschichte 57, 2007.
- mit Franz Schultheis: Gesellschaft mit begrenzter Haftung. Zumutungen und Leiden im deutschen Alltag, UVK, Konstanz 2005, ISBN 978-3-89669-537-6.